# Danielle Evans
Danielle Evans, detta Dani (Little Rock, 7 giugno 1985), è una modella statunitense famosa soprattutto per aver vinto nel 2006 la sesta edizione di America's Next Top Model.

## Carriera
La sua carriera iniziò con la partecipazione al programma America's Next Top Model, dove fu scelta come una delle 13 finaliste del programma, riuscì ad arrivare in finale a Phuket, Thailandia, vincendo il programma, nonostante le aspre critiche nei confronti del suo accento dell'Arkansas durante le riprese delle pubblicità. Il suo premio fu un contratto da 100000 $ con la CoverGirl Cosmetics, un contratto con la Ford Models e un servizio fotografico per Elle.
Dopo il programma firmò con la Ford Models, come parte del suo premio, tuttavia è attualmente sotto contratto con la Click Models di Los Angeles e Women Direct di New York.
Dopo la vittoria del programma prese parte alle sfilate di Victorio & Lucchino, Baby Phat e Zang Toi, al Rip the Runway del 2008 di BET, ed ha mosso i primi passi alla settimana della moda di New York con Carlos Campos. Inoltre sfilò per Michael Kors, Mychael Knight, Farah Angsana, Jenni Kayne, William Rast, TRIAS e Mara Hoffman. Posò in servizi per Elle, Elle Girl, In Touch Weekly, Seventeen, Kouture ed Essence.
Fu la protagonista di uno spot, nell'autunno 2007, per CoverGirl andata in onda su The CW col titolo La mia vita come una CoverGirl e recitò in una pubblicità, sempre dello stesso marchio, con Queen Latifah e Tiiu Kuik. Posò per le pubblicità di Ashro, Akademiks, Merostyle, Sephora, Saks Fifth Avenue e New York and Company's; mentre nel 2013 apparì nello spot delle collezioni della Target Corporation.
Nel 2013, pubblicò un libro per aspiranti modelle dal titolo The Skinny on Getting In.